# Eugénie Cotton
Pour les articles homonymes, voir Cotton.
Eugénie Cotton, née Eugénie Elise Céline Feytis le 13 octobre 1881 à Soubise (Charente-Maritime) et morte à Sèvres le 16 juin 1967, est une physicienne française. Elle dirige l'École normale supérieure de jeunes filles de 1936 à 1941, mais elle est forcée à la démission par le gouvernement de Vichy en 1941 du fait de son engagement politique auprès de la mouvance communiste. Après la guerre, elle est dirigeante de l'Union des femmes françaises (UFF).

## Biographie

### Formation et carrière scientifique

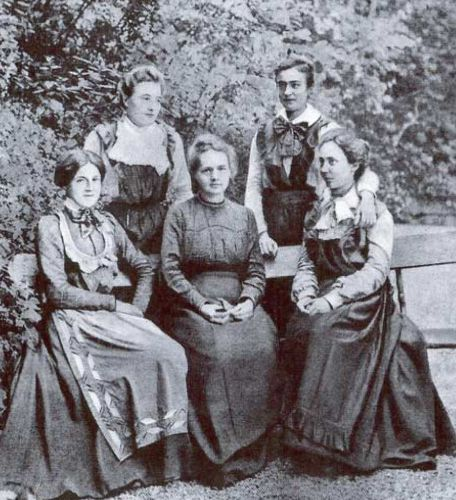
Debout, de gauche à droite : Marthe Baillaud (nièce de Jules Tannery) et Anna Cartan. Assises : Madeleine, Marie Curie et Eugénie Cotton.

Eugénie Feytis naît en 1881. Elle intègre l'École normale supérieure de jeunes filles de Sèvres, en 1901. Elle est l'élève de Marie Curie, et y rencontre Pierre Curie et Paul Langevin. En 1904, elle est reçue première au concours féminin de l'agrégation des sciences physiques et naturelles. Elle est professeure dans un collège de Poitiers puis elle enseigne à l'École normale de Sèvres.
En 1913, elle épouse le physicien Aimé Cotton, professeur à la faculté des sciences de Paris et à l'École normale supérieure de Saint-Cloud. Le couple a quatre enfants (dont un meurt peu après sa naissance). En 1925 elle obtient un doctorat en sciences physiques et est nommée maître de recherche au CNRS Elle devient en 1936 directrice de l'École normale supérieure de jeunes filles, et participe à la réforme des études féminines, elle élève le niveau de l’enseignement des sciences et développe le laboratoire et les recherches. 

### Engagement militant et mise à la retraite d'office
« Compagnon de route » du Parti communiste français, elle apporte son aide aux antifascistes allemands réfugiés en France depuis 1933, puis aux Espagnols traqués par le général Franco. Elle est mise à la retraite d'office en 1941 par le gouvernement de Vichy, du fait de son engagement politique. Elle est remplacée par Edmée Hatinguais. De son côté, son mari Aimé Cotton est arrêté deux fois par la Gestapo.
Eugénie Cotton appartient à des organisations de masse proches de la mouvance communiste. En 1944, elle participe à la fondation de l'Union des femmes françaises (UFF) et devient en 1945 présidente de l'organisation internationale à laquelle cette association est affiliée, la Fédération démocratique internationale des femmes. Elle était également vice-présidente du Conseil mondial de la paix, y développant une importante activité jusqu’à sa mort.
Elle meurt à Sèvres le 16 juin 1967 et elle est inhumée au cimetière des Bruyères (Sèvres) avec Aimé Cotton,.

## Distinctions et hommages

### Distinctions

Une de Femmes françaises où Eugénie Cotton reçoit le prix Staline pour la paix de Nina Popova.

Elle est nommée chevalier de la Légion d'honneur en 1934.
Elle reçoit en 1951 le prix Staline pour la paix. 

### Hommages

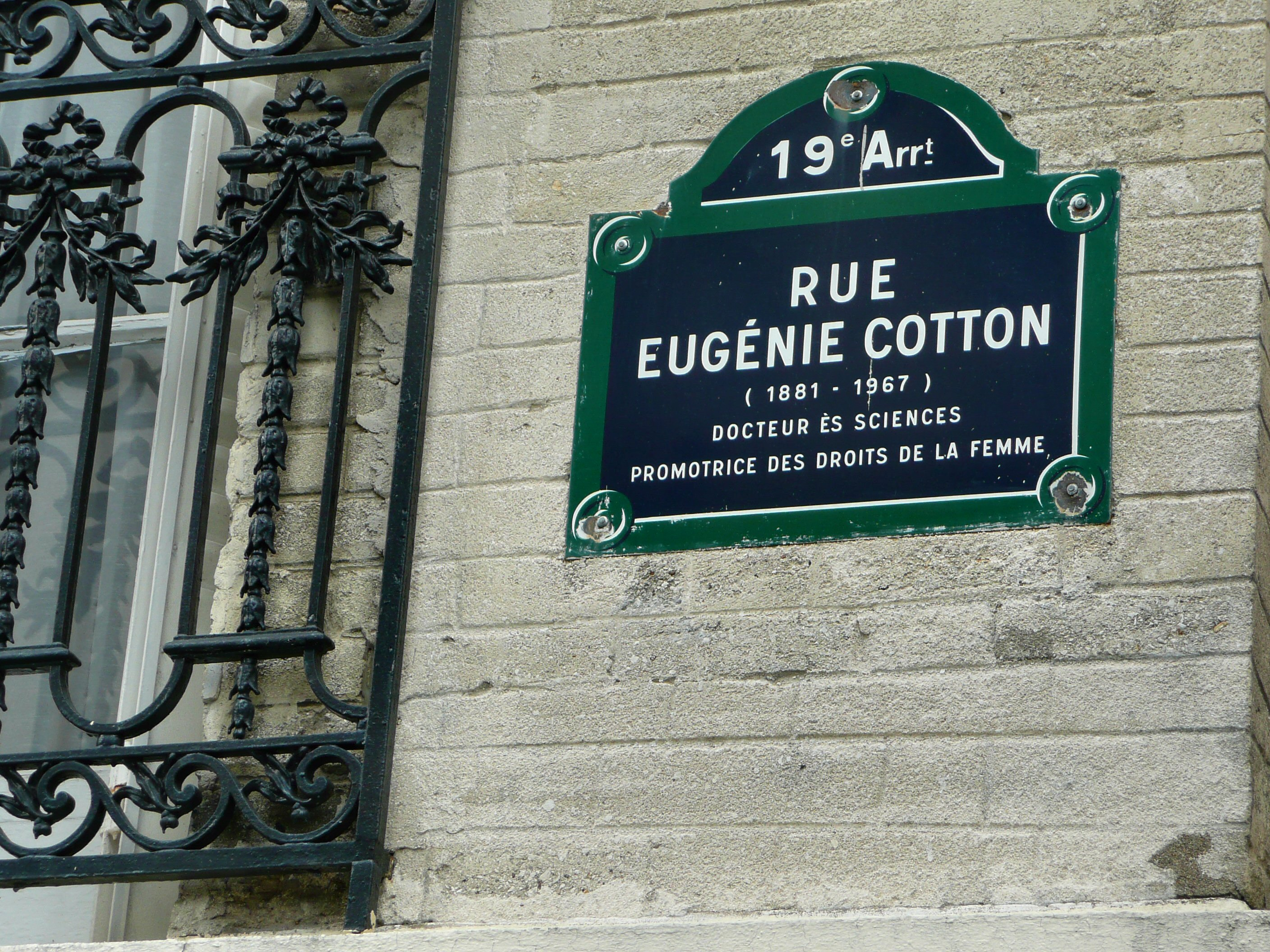
Plaque de la rue Eugénie-Cotton (Paris).

Après sa mort, plusieurs écoles de la région parisienne ont été nommées d'après son nom, comme à Paris, Sèvres, Champigny-sur-Marne, Nanterre, Vitry-sur-Seine, Bonneuil-sur-Marne, Rosny-sous-bois, Tremblay-en-France, Pantin ou Bagnolet. Il existe également une école maternelle Eugénie Cotton à Brétigny-sur-Orge, à Choisy-le-Roi, à Trappes et une école en Bretagne, à Lanester, ainsi que dans l'Aube à Romilly-sur-Seine en Moselle à Talange et dans l'Hérault à Sète.
Son nom a également été donné à un collège d'Argenteuil, un lycée et une allée à Montreuil, une rue et un square du 19e arrondissement de Paris, une rue à Saint-Herblain, une rue au Havre, ainsi qu'à une crèche collective à Morsang-sur-Orge dans le département de l'Essonne (91).
Le cratère vénusien Cotton a été nommé en son honneur,.

### Archives
Les archives d'Eugénie Cotton sont conservées à la bibliothèque Marguerite Durand, 79 rue Nationale, dans le 13e arrondissement de Paris.
Une lettre d'elle figure dans les archives d'Henri Piéron